# Chlorogomphus dyak
Chlorogomphus dyak är en trollsländeart som först beskrevs av Harry Hyde Laidlaw, Jr. 1911.  Chlorogomphus dyak ingår i släktet Chlorogomphus och familjen kungstrollsländor. Inga underarter finns listade i Catalogue of Life.